# Saint-Germain (Ardèche)
Saint-Germain é uma comuna francesa na região administrativa de Auvérnia-Ródano-Alpes, no departamento de Ardèche. Estende-se por uma área de 9,5 km². Em 2010 a comuna tinha 728 habitantes (densidade: 76,6 hab./km²).